# Тереза Пельтьє
Тереза Пельтьє (фр. Thérèse Peltier, урод. Marie Thérèse Juliette Cochet; 26 вересня 1873, Орлеан — 18 лютого 1926, XVII округ Парижа) — французька скульптор і льотчиця.  
Француженки Тереза Пельтьє і Раймонда де Ларош претендують на звання перших у світі жінок, які самостійно піднялися в повітря на літальному апараті важчим за повітря. Вважається, що вона була першою жінкою-пасажиром у літаку, але, можливо, вона була першою жінкою, яка пілотувала літак. 

## Біографія
Народилася 26 вересня 1873 року в Орлеані та була дочкою винороба.  
У 1893 році вона вийшла заміж за морського лікаря Альфреда Пельтьє (Alfred Peltier) з Парижа, де прожила більшу частину свого життя. Тереза захопилася мистецтвом, почала брати уроки скульптури та виставлятися у численних салонах. У 1908 році вона отримала приз за свою роботу від Спілки жінок художників та скульпторів, яка була першою громадою жінок-художників у Франції. Пельтьє спеціалізувався на восковій скульптурі і була включена у 1902 році разом з Леоном Делагранжем і групою їх воскових робіт у The Literary Digest.  
Делагранж захопився авіацією, і 8 липня 1908 року у Турині Тереза Пельтьє пролетіла з ним як пасажир на відстань 200 метрів, у зв'язку з чим поширена думка, що вона була першою жінкою-пасажиром у літаку. Однак повідомлялося, що Анрі Фарман літав або намагався літати з мадемуазель П. Ван Поттельсберге (P. Van Pottelsberghe) у Генті, Бельгія, наприкінці травня цього ж року. Потім Делагранж навчив Пельтьє, як управляти своїм біпланом Voisin 1907, і вона виконала ряд одиночних польотів, хоча так і не отримала ліцензію пілота. Після кількох тренувань вона вперше самостійно полетіла одна в Іссі-ле-Муліно — це було описано у французькому авіаційному журналі L'Aérophile.  

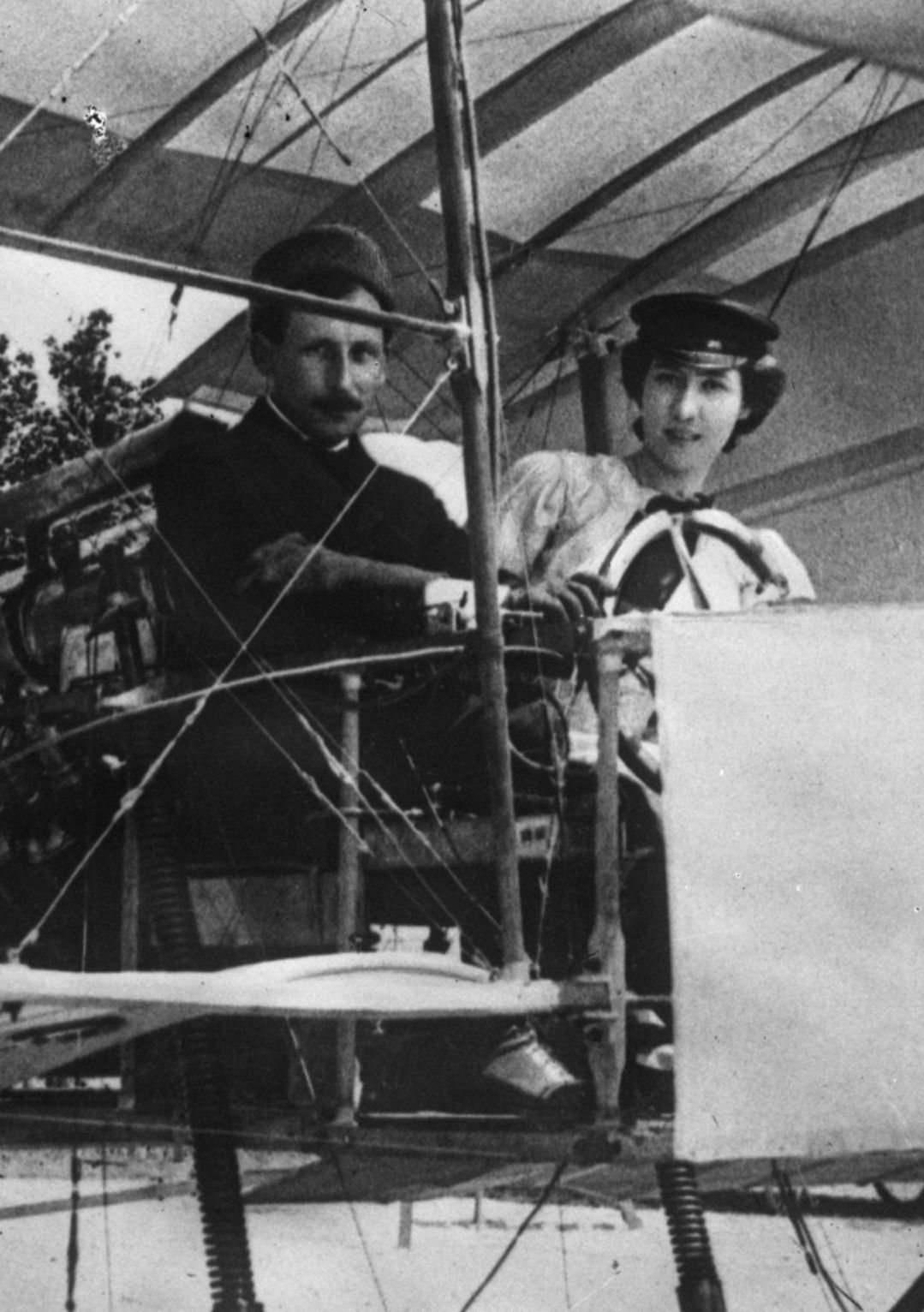
Леон Делагранж і Тереза Пельтьє, 1908 рік

Також у 1908 році Пельтьє супроводжувала Делагранжа у його успішній спробі встановити рекорд тривалості польоту, протягом якого без посадки він налітав 30 хвилин 28 секунд. Вона також перебувала з ним на кількох італійських авіаційних виставках у Турині та Римі, про які повідомила французькі газети. Під час цього туру вона здійснила політ на 200 метрів на висоті 2,5 метра на Військовій площі в Турині. Дата цього польоту невідома, але у щотижневому італійському журналі L'Illustrazione Italiana це повідомлялося 27 вересня 1908 року.  
Наприкінці 1908 року Делагранж запропонував приз у 100 франків жінці-льотчиці, яка першою пролетить літаком відстань в один кілометр. Пельтьє почала підготовку до змагання за цей приз, але коли Леон Делагранж помер у Бордо у авіакатастрофі 4 січня 1910 року, вона залишила авіацію назавжди.  
Померла 18 лютого 1926 року у Парижі. 